# SK8 the Infinity
SK8 the Infinity (japonês: SK∞ エスケーエイト, Hepburn: Esu Kē Eito, estilizado como SK∞ the Infinity) é um anime original japonês produzido e animado pelo estúdio Bones que estreou em 10 de janeiro de 2021 no bloco ANiMAZiNG!!! da ABC e TV Asahi. Um mangá spin-off de comédia começou a ser publicado no sítio eletrônico Young Ace Up em 11 de janeiro de 2021. Uma adaptação para mangá do anime começou a ser lançada na loja de livros eletrônicos BookLive! em 5 de março de 2021.
A história acompanha Reki Kyan, um adolescente apaixonado por skate, principalmente as corridas "S", uma competição perigosa que ocorre um local abandonado, onde muitos assumem identidades falsas para participar. Um dia, Reki conhece Langa, um aluno transferido do Canadá que não conhece o esporte, decidindo levá-lo para conhecer este universo novo e seus rivais, alguns amigáveis, outros nem tanto

## Mídia

### Anime
Em 13 de setembro de 2020, foi relatado que Hiroko Utsumi e Bones estavam trabalhando em um projeto de anime. Mais detalhes não foram revelados até a semana seguinte. Em 20 de setembro de 2020, a série foi anunciada oficialmente contando com a direção de Utsumi, enquanto Ichirō Ōkouchi cuidaria da supervisão dos roteiros, assim como Michinori Chiba seria responsável pelo design de personagens e seria diretora-chefe de animação, com Ryō Takahashi cuidando da composição musical. A série estreou em 10 de janeiro de 2021 no bloco ANiMAZiNG!!! da ABC e TV Asahi. A música-tema de abertura é "Paradise", de Rude-α, e a música-tema de encerramento é "Infinity" (インフィニティ, "Infiniti"), de Yūri (優里). A Aniplex of America licenciou a série nas Américas e a transmitiu pela Funimation. No Reino Unido e na Irlanda, a série foi licenciada pela Manga Entertainment, que a transmitiu pela Funimation. Na Austrália e Nova Zelândia, a série é licenciada pelo Madman Anime Group, que a transmitiu no AnimeLab. No Sudeste Asiático, a série é licenciada pela Muse Communication, que transmitiu em Bilibili. O anime contou com 12 episódios, contando com uma dublagem simultânea da Funimation.

### Mangá
Um mangá de comédia spin-off de Toriyasu, intitulado Sk8 Chill Out!, começou a ser serializado no sítio eletrônico Young Ace Up, da Kadokawa Shoten, em 11 de janeiro de 2021. Uma adaptação para mangá do anime por Kazuto Kōjima foi lançada na loja de livros eletrônicos BookLive! sob sua marca Nino a partir de 5 de março de 2021.